# Paprika (serie animata)
Paprika è una serie animata francese, la prima serie prescolare prodotta da Xilam, in coproduzione con France Télévisions e The Walt Disney Company EMEA. In Francia la serie viene trasmessa su France 5 dal 17 novembre 2017, mentre in Italia debutta su Frisbee il 12 marzo 2018.

## Trama
Il cartone segue le avventure di due gemelli: Stanley, detto Stan, coraggioso e usa una sedia a rotelle futuristica e Olivia, creativa e intelligente.